# Йохан Георг II фон Кронберг
Йохан Георг II фон Кронберг (на немски: Johann Georg II von Kronberg; * 4 февруари 1561; † 9 юли 1608 в Хьохст ам Майн, част от Франкфурт на Майн) е благородник от рицарския род Кронберг (в Таунус), главен амтман на Хьохст ам Майн (част от Франкфурт на Майн) и Хофхайм в Таунус.
Той е син на Курмайнцския маршал, гросхофмайстер и оберамтман на Хьохст, Хартмут XIII фон Кронберг (1517 – 1591) и първата му съпруга Барбара фон Зикинген (1522 – 1577), дъщеря на Швайкхард фон Зикинген, бургграф на Алцай (1500 – 1562), и Анна фон Хандшухсхайм (1500 – 1539). Баща му Хартмут XIII фон Кронберг се жени втори път 1570 г. за Маргарета Брендел фон Хомбург († 1588).
Брат е на Франц фон Кронберг († 1605), амтман в Хьохст, Хармут XIV фон Кронберг (1550 – 1606), „оберамтман“ на Хьохст, Йохан Швайкхард фон Кронберг (1553 – 1626), курфюрст и архиепископ на Майнц (1604 – 1626), ерцканцлер на Свещената Римска империя.
Oт ок. 1220 г. до измиране на мъжката линия през 1704 г. резиденция на фамилията е замък Бург Кронберг над днешния град Кронберг в Таунус в Хесен, Германия.
Йохан Георг II фон Кронберг умира на 9 юли 1608 в Хьохст на 47 години и е погребан в „Св. Галус“, Ладенбург.
Син му Адам Филип XI е издигнат 1618 г. на фрайхер и 1630 г. на имперски граф на Кронберг. Рицарският род фон Кронберг изчезва през 1704 г.

## Фамилия
Йохан Георг II фон Кронберг се жени на 7 септември 1587 г. за Анна Маргарета Кемерер фон Вормс фон Далберг (* 21 юни 1568; † 13 април 1629), правнучка на Дитер VI фон Далберг (1468 – 1530) и Анна фон Хелмщат († 1528), внучка на Георг Кемерер фон Вормс († 1561) и Агнес фон Флерсхайм (1511 – 1553), и дъщеря на Волфганг Кемерер фон Вормс-Далберг (1536 – 1616) и Анна Мюл фон Улмен (1533 – 1606). Те имат децата:
- Адам Филип XI (* ок. 1599; † 3 август 1634 в Регенсбург), имперски граф на Кронберг и генерал, женен на 21 октомври 1624 г. за графиня Мария Сидония фон Даун-Фалкенщайн (* ок. 1604/1605; † 3 май 1675, Диденхофен)
- Анна Мария фон Кронберг (1590 – 1626, Ашафенбург), омъжена за Ерхард фон Мугентал († сл. 1626)
- Анна Клара фон Кронберг († 1627, Вормс), омъжена за Йохан Каспар фон дер Хаубен († 1662).